# Ibá de Nanã

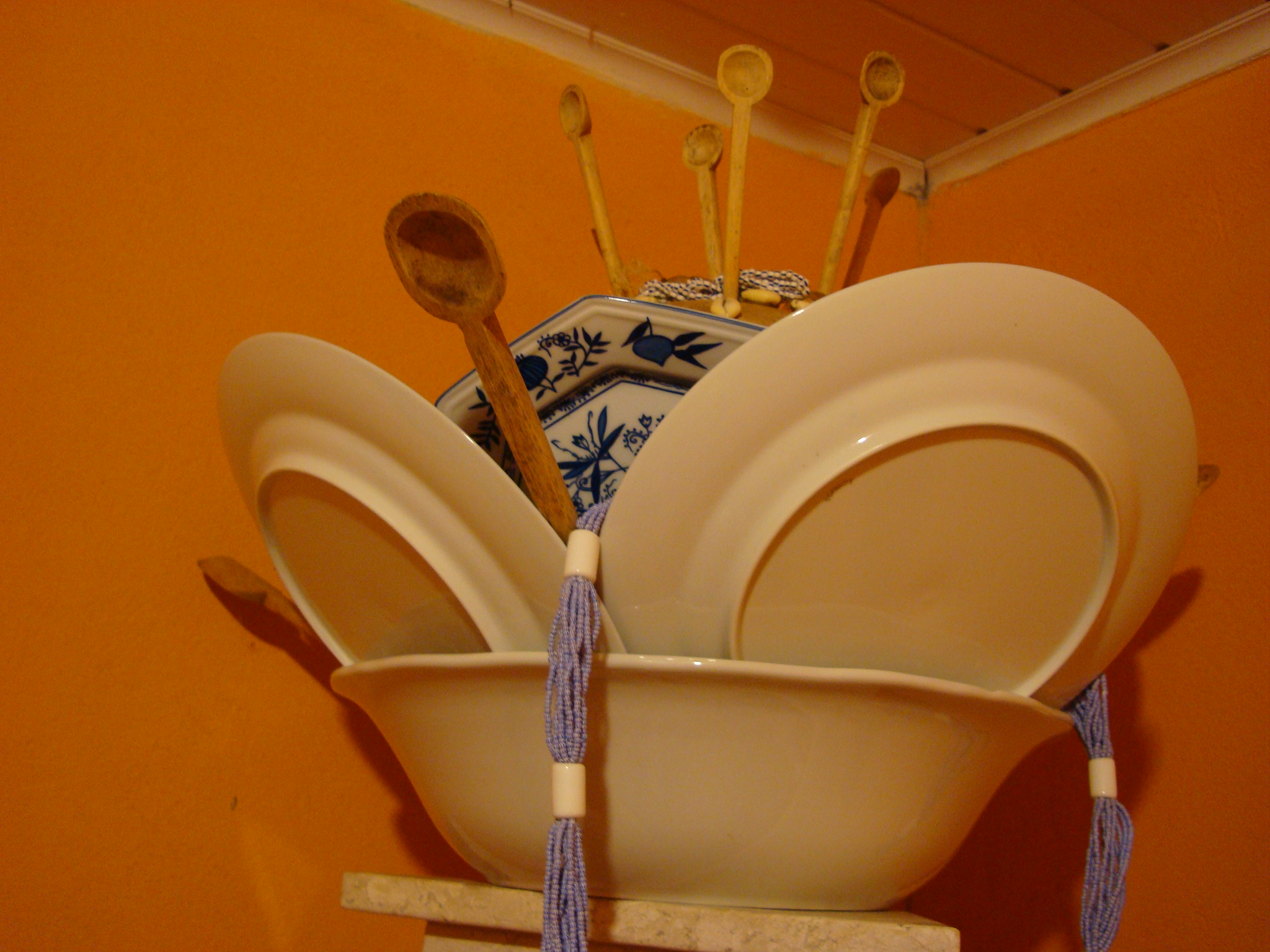
Assentamento de Nanã em Ilê Axé Ijino Ilu Oróssi

Ibá de Nanã (em iorubá: igbá nana) ou assentamento de Nanã como é chamado popularmente pelo povo de santo na cultura nagô-vodum, são construídos com dois recipientes diferentes, barros e porcelana.

## Confecção
Dentro de terrina de porcelana ou de barro, são dispostos vários apetrechos, dependendo da qualidade deste misterioso e complexo orixá. São encontrados vários tipos de búzios, pérola de agua doce e salgada, pulseiras de marfim, (sabendo-se que nenhum objeto de metal pode compor este sagrado ibá orixá, pois é considerado euó), búzio, vários tipos de sementes como aridã, orobô, obi e olho de boi, miniatura de ibiri e uma argamassa com variado tipo de folha sagrada, em especial uma planta chamada gervão, onde é fixado uma pena de ecodidé, juntamente com um montículo de efum e o sagrado apetrecho mais importante de todos os orixás, o otá.
A terrina é colocada no centro de uma bacia, também de porcelana, sobre cinco (5) pratos que servirá de apoio e mais oito devidamente equilibrados simbolizando os pontos cardeais e pontos colaterais, (confirmando sua ligação com o odu ejilobom, ornados com cascos de ibim utilizados nos sacrifícios, conchas e objetos de marfim.
A parte superior é coberta com um cuscuzeiro de barro com sete orifícios, onde são depositadas cuidadosamente as sete colheres de pau, simbolizando o ibiri, ornado com grande quantidade de búzio e marfim. Não necessariamente das presas do elefante, sabendo-se que toda a parte compacta e branca que constitui a maior parte dos dentes dos mamíferos são marfins.